# Sydney Camm
Sir Sydney Camm, CBE, FRAeS (Windsor, 5 agosto 1893 – Richmond, 12 marzo 1966), è stato un ingegnere aeronautico britannico.

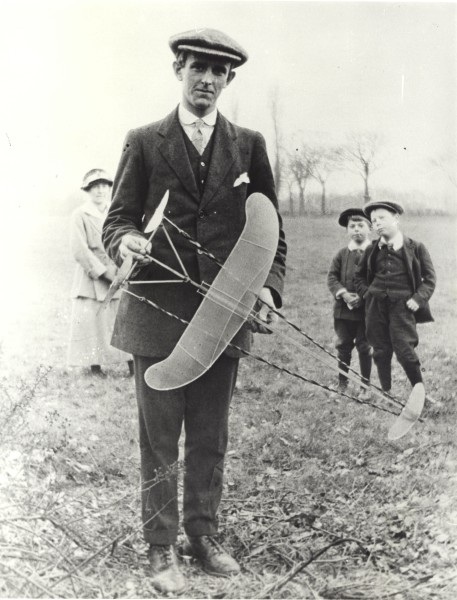
Sydney Camm al Windsor Model Aeroplane Club nel 1915

Contribuì alla progettazione di numerosi velivoli Hawker, dai biplani degli anni venti del XX secolo fino ai successivi aerei a getto. Uno dei suoi progetti più celebri è l'Hawker Hurricane, uno dei caccia britannici più importanti della seconda guerra mondiale.

## Lista parziale di velivoli progettati
- Hawker Nimrod
- Hawker Fury
- Hawker Hurricane
- Hawker Typhoon
- Hawker Tempest
- Hawker Sea Fury
- Hawker Hunter
- Hawker P.1121